# Tahirpur
Tahirpur är ett underdistrikt i Bangladesh. Det ligger i den nordöstra delen av landet, 200 km nordost om huvudstaden Dhaka.
Trakten runt Tahirpur består till största delen av jordbruksmark. Runt Tahirpur är det mycket tätbefolkat, med 1 632 invånare per kvadratkilometer.